# Laura Janner-Klausner

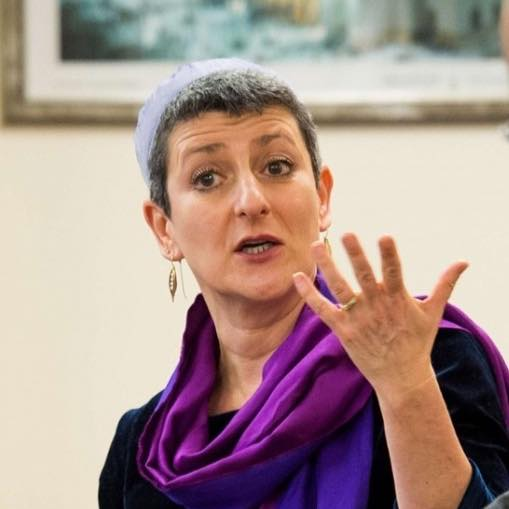
Laura Janner-Klausner, 2015

Rabbinerin Laura Naomi Janner-Klausner (hebr.: לוֹרָה ג׳אָנֶר-קלְוֹזנֶר) (geboren 1. August 1963 in London) ist ehemalige Oberrabbinerin (Senior Rabbi) der Bewegung für das Reformjudentum im Vereinigten Königreich. Sie ist eine Tochter des Politikers Greville Janner, Baron Janner of Braunstone, Enkelin von Barnett Janner, Baron Janner und Großnichte Sir Israel Brodies, des früheren orthodoxen, aschkenasischen Oberrabbiners des Vereinigten Königreiches.
Sie war zeitweilig auf BBC Radio 4 Sprecherin der Sendung Thought for the Day und im Fernsehen auf BBC One in der Sendereihe The Big Questions zu sehen.

## Leben und Karriere
Laura Janner-Klausner wuchs in London auf. Als Teenager wechselte sie von einer orthodoxen Synagoge zu einer Synagoge des progressiven Judentums. Sie studierte Theologie an der University of Cambridge und lebte dann 15 Jahre in Jerusalem. Sie hat ein Diplom der Hebräischen Universität Jerusalem und einen MA der Brandeis University, Massachusetts, USA. 1999 kehrte sie  nach London zurück, um am Leo Baeck College für das Rabbinat zu studieren. Sie wurde 2004 ordiniert. Rabbi Laura Janner-Klausner war von 2003 bis November 2011 an der North Western Reform Synagogue  tätig, bis sie dann Oberrabbinerin des Movement for Reform Judaism wurde.
Im Juli 2020 erklärte sie ihren Rücktritt als Oberrabbinerin des reformierten Judentums zum 1. Oktober 2020. Sie will zu Beginn des kommenden akademischen Jahres an der Universität Durham  mit einer Promotion in "digitaler Theologie" beginnen.

## Privatleben
Mit ihrem Mann David hat sie drei Kinder. David Janner-Klausner ist Programm- und Planungsdirektor des United Jewish Israel Appeal (UJIA) und ein Bruder des 2018 verstorbenen israelischen Schriftstellers Amos Oz (ursprünglich Amos Klausner).
Ihre Geschwister sind Marion Janner OBE, eine Aktivistin für psychische Gesundheit, und Daniel Janner QC, ein Rechtsanwalt.